# Delftse Studenten Korfbalvereniging Paal Centraal
De Delftse Studenten Korfbal Vereniging Paal Centraal is de op 7 juni 1994 opgerichte studentenkorfbalvereniging van Delft. Leden komen voornamelijk van de TU Delft en de Delftse hogescholen, maar ook vanuit Leiden en Den Haag.

## Geschiedenis
Paal Centraal is officieel opgericht op 7 juni 1994 als ondervereniging van C.K.V. Excelsior. In April 2002 is besloten om zelfstandig verder te gaan en Paal Centraal werd hiermee de vijfde korfbalvereniging van Delft.

## Teams
Paal Centraal telt in het seizoen van 2021/2022 drie competitieteams. Het 1e team komt uit in de 3e klasse op het veld en in de 3e klasse in de zaal.
In het seizoen 2022/2023 komt Paal Centraal met vier teams uit in de competitie, waarvan twee wedstrijdsport en twee breedtesport spelen.
Naast de competitieteams kent Paal Centraal ook een groep recreanten, die alleen doordeweeks traint en geen wedstrijden speelt.

## Organisatie
Paal Centraal is aangesloten bij het Koninklijk Nederlands Korfbalverbond (KNKV), waar de Studentenkorfbalcommissie (SKC) de belangen van het studentenkorfbal behartigt.